# مشاة البوسنة والهرسك
مشاة البوسنة والهرسك (بالألمانية: Bosnisch-Hercegovinische Infanterie; الصربية الكرواتية: Bosanskohercegovačka pješadija / Босанскохерцеговачка пјешадија) ، وتسمى عادة البوشنيين (الألمانية للبوسنيين) ،  كانت فرعا من الجيش النمساوي المجري. تم تجنيد هذه الأفواج من داخل منطقتي الملكية المزدوجة اللتين يضمان عددا كبيرا من السكان المسلمين ، وتمتعت بوضع خاص. كان لديهم زيهم المميز الخاص بهم وتم إعطاؤهم تسلسل الترقيم الخاص بهم داخل الجيش المشترك (KuK).
كانت الوحدات جزءا من المشاة النمساوية المجرية في عام 1914 وتألفت من أربعة أفواج مشاة (مرقمة 1-4) وكتيبة بنادق ميدانية (Feldjägerbataillon).

## خلفية
المقالة الرئيسية: الحكم النمساوي المجري البوسنة والهرسك
عين مؤتمر برلين عام 1878 مقاطعتين عثمانيتين ، ولاية البوسنة وسنجق نوفي بازار للإدارة من قبل المجر النمساوية. في يوليو من نفس العام بدأت القوات النمساوية احتلال المقاطعتين لكنها واجهت مقاومة واسعة النطاق من السكان المسلمين في البوسنة. خلال حملة استمرت حتى أكتوبر 1878 ، تكبدت القوات النمساوية خسائر بلغت 946 قتيلا و 3980 جريحا. 135
على الرغم من أن المقاطعتين لا تزالان تنتميان دستوريا إلى الإمبراطورية العثمانية ، إلا أن الإدارة الإمبراطورية النمساوية بدأت في بناء جهاز إداري بدائي يعتمد على إصلاح الأنظمة القائمة. كان هناك توتر طائفي مستمر ومقاومة لحكم هابسبورغ في العديد من المناطق الريفية ، وخاصة في الهرسك وعلى طول الحدود الشرقية مع الجبل الأسود. "أنشأ النمساويون قوة ميليشيا محلية خاصة هناك ، "Pandurs". لكن العديد من رجال الميليشيات هؤلاء أصبحوا متمردين بأنفسهم ، وأخذ بعضهم في قطاع الطرق.: 138
"في نوفمبر 1881 ، أصدرت الحكومة النمساوية المجرية قانونا عسكريا (Wehrgesetz) يفرض التزاما على جميع البوسنيين بالخدمة في الجيش الإمبراطوري". أدى ذلك إلى أعمال شغب واسعة النطاق خلال ديسمبر 1881 ويناير 1882 - والتي تم قمعها بالوسائل العسكرية. ناشد النمساويون مفتي سراييفو ، مصطفى حلمي هادزيوميروفيتش (مواليد 1816) وسرعان ما أصدر فتوى "تدعو المسلمين إلى إطاعة القانون العسكري". كما ناشد قادة المجتمع المسلم المهمون الآخرون مثل محمد بيك كابيتانوفيتش ، عمدة سراييفو لاحقا ، الشباب المسلمين للخدمة في جيش هابسبورغ.

## خلق
تم إنشاء تشكيلات المشاة لأول مرة في عام 1882 في كل من مناطق التجنيد الرئيسية الأربع في سراييفو وبانيا لوكا وتوزلا وموستار. في البداية كان كل منها يتألف من سرية مشاة واحدة تم توسيعها في السنوات اللاحقة من قبل سرية لكل منها. بحلول عام 1889 كان هناك ثماني كتائب مستقلة. في عام 1892 تم إنشاء ثلاث كتائب أخرى. في عام 1894 أنشأت الإدارة العسكرية جمعية فوج المشاة الهرسك البوسني (Regimentsverband der Bosnisch-Hercegowinischen Infanterie) من أجل دمجهم في بقية الجيش الإمبراطوري النمساوي. في 1 يناير 1894 ، قام "القرار الأعلى" (Allerhöchste Entschließung) بإضفاء الطابع الرسمي على هذا الإجراء ولكن ثبت أنه صعب ولم يكتمل حتى عام 1897.
تأسست كتيبة البنادق الميدانية (Feldjägerbataillon) في عام 1903.

## تكوين
مباشرة قبل اندلاع الحرب العالمية الأولى ، كانت أفواج المشاة البوسنية الهرسكية الأربعة مرقمة من 1 إلى 4 تحتوي على 10156 رجلا (بالإضافة إلى 21327 من جنود الاحتياط) في 12 كتيبة. تألفت كتيبة البنادق الميدانية من 434 من الحراس العاملين ، مع 1208 من جنود الاحتياط. في يناير 1913 ، كان 31.04٪ من ضباط الصف والرتب الأخرى مسلمين ، و 39.12٪ من الصرب الأرثوذكس و 25.04٪ من الروم الكاثوليك. وكان الباقون مزيجا من الروم الكاثوليك واليهود والبروتستانت. بغض النظر عن العقيدة الدينية ، ارتدت جميع الرتب الأخرى الطربوش.

## الحرب العالمية الأولى
خلال الحرب ، توسعت أفواج المشاة البوسنية الهرسكية (بما في ذلك jägers) إلى 36 كتيبة كحد أقصى. كان لكل منها قوة حوالي 1200 رجل عندما تكون بكامل قوتها. أدت ضغوط الخسائر الفادحة إلى انهيار التجنيد الإقليمي الصارم بعد عام 1915 ، حيث خدمت القوات المجرية والبولندية والتشيكية والأوكرانية في الوحدات البوسنية ، بينما تم تجنيد البوسنيين في الأفواج الألمانية والمجرية اسميا لجيش المملكة المتحدة. أدى هذا التنوع حتما إلى تخفيف فعالية الوحدات الفردية ، لكن أفواج البوسنة والهرسك احتفظت بسمعة عالية في الولاء والفعالية حتى نهاية الحرب.
في عام 1916 احتلت النمسا والمجر ألبانيا وتم تجنيد حوالي 5000 رجل ألباني "للخدمة في ميليشيا مع ضباط مسلمين بوسنيين". تألفت هذه الوحدة ، المعروفة باسم الفيلق الألباني ، من رجال عشيرة ألبان من مناطق شمال ألبانيا وكوسوفو.
حصل الكابتن جويكومير غلوغوفاتش على أعلى وسام عسكري في النمسا والمجر ، وهو وسام ماريا تيريزا العسكري ، لشجاعته الشديدة في عام 1917. تم تكريمه لاحقا باسم البارون جلوغوفاك. ضابط بوسني بارز آخر ارتقى في الرتب كان العقيد حسين بيسيفيتش (حسين بيشفيتش أو بيشفيتش بيغ) الذي خدم لاحقا في فافن إس إس. خدم محمد حاجي أفنديتش (1898-1943) كملازم في وحدة بوسنية-هرسكية خلال الحرب العالمية الأولى.

## الرداء
كان لأفواج المشاة البوسنية العديد من السمات الموحدة التي تميزها عن الوحدات الأخرى في الجيش النمساوي المجري. كان أكثر هذه الملابس تميزا هو الطربوش الشرقي ، الذي كان يتم ارتداؤه في كل من العرض والزي الميداني. كان الطربوش مصنوعا من اللباد البني المحمر ومجهز بشرابة من صوف الأغنام السوداء. كان طول هذه الشرابة 18.5 سم ومثبتة على أطراف وردة. كان لا بد من ارتداء الطربوش بحيث تكون الشرابة في الخلف. عادة ما كان الضباط والطلاب يرتدون قبعات سوداء صلبة للمشاة العسكرية النمساوية القياسية أو شاكو كامل الملابس. ومع ذلك ، إذا كان الضباط مسلمين ، فلديهم خيار ارتداء الطربوش. كانت السترات والبلوزات متسقة مع تلك الخاصة بمشاة الخط "الألماني" القياسي لجيش المملكة المتحدة. كانت الأزرار من المعدن البرونزي ، وتحمل رقم الفوج المناسب. يتكون زي الضباط من سترات زرقاء فاتحة ، مع ياقة حمراء وأزرار صفراء ، وسراويل زرقاء فاتحة.
في عام 1908 ، تم تقديم الزي الرسمي "الرمادي البايك" (الأزرق الفاتح والرمادي) للخدمة الميدانية وملابس العمل العادية. تم الاحتفاظ بالسترات والمؤخرات الزرقاء الباهتة للاستعراض والملابس خارج الخدمة حتى اندلاع الحرب في عام 1914. في عام 1910 ، تم اعتماد طربوش رمادي رمح ، على الرغم من الاحتفاظ بالنموذج الأحمر والبني للباس الكامل والخروج.
خلال الأشهر الأولى من الحرب العالمية الأولى ، أثبت الزي الرمادي البايك أنه واضح للغاية ضد خلفيات الغابات المظلمة الشائعة على الجبهة الشرقية. وفقا لذلك ، تم إصدار زي موحد "رمادي ميداني" ذو صبغة مماثلة لزي الجيش الإمبراطوري الألماني. لأسباب اقتصادية ، تم استبدال مؤخرات الركبة المميزة للأفواج البوسنية بالنموذج العالمي للمشاة النمساوية المجرية. من الناحية العملية ، أدى نقص الإمدادات إلى ارتداء مزيج من الملابس الرمادية الميدانية والرمادي وحتى الأزرق في وقت السلم للفترة المتبقية من الحرب. ظل الطربوش في الاستخدام العام.

## الاسلحة
بالنسبة لمعظم وجودها ، تم تجهيز الوحدات البوسنية ببندقية Gewehr Mannlicher M 1890 النمساوية.

## إحياء الذكرى والإرث
أدى انهيار الإمبراطورية النمساوية المجرية بطبيعة الحال إلى حل جيش المملكة المتحدة وبالتالي القوات البوسنية الهرسكية. وعاد هؤلاء إلى وطنهم، على الرغم من أن عدة آلاف من البوشناق تأخرت عودتهم، بعد أن تم أسرهم كأسرى حرب.
في عام 1895 ، كتب إدوارد فاغنيس مسيرة "Die Bosniaken Kommen" لتكريم الجنود البوسنيين في المملكة المتحدة ، وفوج المشاة الثاني على وجه الخصوص.
توفي العديد من الجنود البوسنيين من الفوج الثاني خلال عامي 1916 و 1917 في القتال في شمال إيطاليا خلال الحرب العالمية الأولى ودفنوا لاحقا في قرية Lebring-Sankt Margarethen الصغيرة ، بالقرب من غراتس ، النمسا. منذ عام 1917 ، أقام السكان المحليون حفل تأبين متواضع للاحتفال بالذكرى السنوية لمعركة مونتي ميليتي في جنوب تيرول ، والتي توقفت لفترة وجيزة فقط خلال الفترة النازية. يوجد حاليا لوحة تذكارية وشارع يدعى "Zweierbosniakengasse" ("شارع البوسنة 2") في غراتس. كما أقام الإيطاليون والنمساويون لوحة تذكارية لدور الجنود البوسنيين في أكبر هزيمة عسكرية إيطالية في الحرب. سلسلة من التلال غير السالكة التي يدافع عنها الجنود البوسنيون على بعد أربعة كيلومترات شمال غوريزيا تسمى الآن "باسو ديل بوسنياكو" (ممر البوشناق). تكريما للفوج الرابع ، أقيم نصب تذكاري على المنحدر الشرقي لجبل رومبون في سلوفينيا. تم نحت جنديين بوسنيين يرتديان الطربوش على الجرانيت ، والذي يأخذ في الاعتبار رومبون. صنع النصب لاديسلاف كوفرانيك ، نحات من براغ.
```

مقبرة الفوج 2 ، مشاة البوسنة والهرسك في Lebring-Sankt Margarethen ، النمسا
```